# سيقوس
سيڨوس أو سِڨوس دائرة بولاية أم البواقي. تحتوي على عدة مراكز كالدائرة والبلدية ومركز الشرطة الدرك الوطني ومركز التكوين المهني. تتبع لها عدة مقاطعات كأولاد ناصر، بئر طنجة، وطاقزة. وتعرف أيضا بالبحيرة الطويلة، وبها أكبر العروش كأولاد محاوش وأولاد عزيز.